# Akbar Seddigh
Ali Akbar Seddigh, född 15 augusti 1943 i Shahroud, Iran, död 22 november 2015, var en svensk-iransk kemist, civilingenjör och företagsledare.
Som utbildad kemist kom han till Sverige 1963 för att studera vidare till civilingenjör vid KTH. Han studerade även ekonomi vid Stockholms universitet. Under sin yrkeskarriär hade han bland annat chefsbefattningar inom Volvo, AB Atomenergi och Sveriges geologiska undersökning. 1984 grundade han medicinteknikföretaget Ortivus och var dess verkställande direktör fram till dess notering på Stockholmsbörsen 1997. Han stannade i Ortivus styrelse till 2008.
2012 var han styrelseordförande för Elekta, A+ Science Holding AB, Blekinge Tekniska Högskola och Innovationsbron samt styrelseledamot i amerikanska LSO.